# مال‌تپه (یورغیر)
مال‌تپه (به ترکی استانبولی: Maltepe) یک منطقهٔ مسکونی در ترکیه است که در یورغیر واقع شده‌است.